# Archshofen (Creglingen)
Archshofen ist ein Stadtteil von Creglingen im Main-Tauber-Kreis im Norden Baden-Württembergs.

## Geographie
Das Dorf Archshofen (⊙) liegt zwischen Rothenburg ob der Tauber und Creglingen im hier westnordwestlich ziehenden, etwa 150 Meter in die umgebenden Hochebenen eingetieften Tal der Tauber. Der etwas größere Ortsteil links des Flusses nutzt eine Talweitung am Zulauf eines Seitentals, das der im Südosten auf der Hochfläche seinen Lauf beginnende Riegelbach in deren verkarstete Muschelkalkplatte eingegraben hat. Die im Mittleren Muschelkalk laufende Tauber durchquert das Dorf auf etwa 280 m ü. NN, dessen Häuser auf dem linksseits anfangs flach ansteigenden Hang bis in eine Höhe von 310 m ü. NN stehen.
Etwa 2,5 km tauberaufwärts liegt isoliert an der Landesgrenze zu Bayern das wenige Gebäude umfassende Gehöft Holdermühle (⊙), der einzige andere Siedlungsplatz auf der Stadtteilgemarkung, auf welcher 284 Einwohner leben (Stand: 31. Dezember 2014).
Die etwa 6 km² große Gemarkung umfasst einen über 3 km langen Abschnitt des hier von Hangschulter zu Hangschulter weniger als einen Kilometer breiten Taubertals und daneben einen größeren Teil völlig unbesiedelter Flur auf der linken Hochfläche, die überwiegend unterm Pflug steht. Das Seitental des Riegelbachs wie auch der linke Taubertalhang sind dagegen fast ganz bewaldet. Rechts über der Tauber am sonnenexponierten Südsüdwesthang erstreckt sich dagegen eine langsam verbuschende Steinriegellandschaft, die von früherem Weinbau zeugt. Naturräumlich rechnet die Stadtteilgemarkung zum Tauberland, im Südsüdosten grenzt der Nachbarnaturraum Hohenloher und Haller Ebene an.
Das Naturschutzgebiet Holzberg mit einer Fläche von 25 Hektar liegt auf den Gemarkungen von Archshofen und Finsterlohr.

## Geschichte

Die Urkunde von 807

### Mittelalter
Der Name des Ortes bedeutet Hof des Argo. 807 wurde Archshofen als Autgausisoua erstmals in einer Urkunde Karls des Großen erwähnt. Darin wurde ein Gütertausch schriftlich festgehalten und von Karl dem Großen in seiner Pfalz zu Ingelheim besiegelt. Bischof Eigilwald von Würzburg trat Gebiete an Graf Audulf ab (Freudenbach, Archshofen und Waldmannshofen). Dieser gab im Gegenzug die damalige „Kirche zu Sciffa“ (heute Schüpf bei Bad Mergentheim) sowie die „Güter zu Odinga“ (heute Üttingshof, Gemeinde bei Althausen, Bad Mergentheim). 1341 gründeten die Einwohner eine eigene Kirchengemeinde. Im Laufe der Jahrhunderte gehörte der Ort verschiedenen Herrschaften, u. a. dem Deutschen Orden. Während der Ordenszeit gehörte das Dorf zur Deutschordensballei Franken.

### Neuzeit
Im Jahre 1806 wurde Archshofen zunächst mit der Rheinbundakte an Bayern, 1810 schließlich mit dem Grenzvertrag zwischen Bayern und Württemberg an das Königreich Württemberg angegliedert.

### Die Zeit nach dem Ersten Weltkrieg bis heute
Nach dem Ersten Weltkrieg ging auch in der Gemeinde Archshofen die Aufbauarbeit voran, nachdem bereits vor dem Krieg Archshofen an das Stromnetz angeschlossen worden war. 1933 konnte die erste Flurbereinigung abgeschlossen werden. Es gab damals in Archshofen noch sehr viele kleine landwirtschaftliche Betriebe. 1939 waren es 62, 44 von ihnen hielten Kühe als Zugtiere, 18 Betriebe arbeiteten mit Pferden. Heute existieren noch 9 Landwirte, die ihre Höfe zum größten Teil im Nebenerwerb bewirtschaften.
Die erste Wasserleitung wurde in den 1920er Jahren gebaut. Die Kosten der Erstellung des Ortsnetzes betrugen damals 29.483,48 RM. In jährlichen Raten von 2085,03 RM musste die Gemeinde 25 Jahre tilgen.

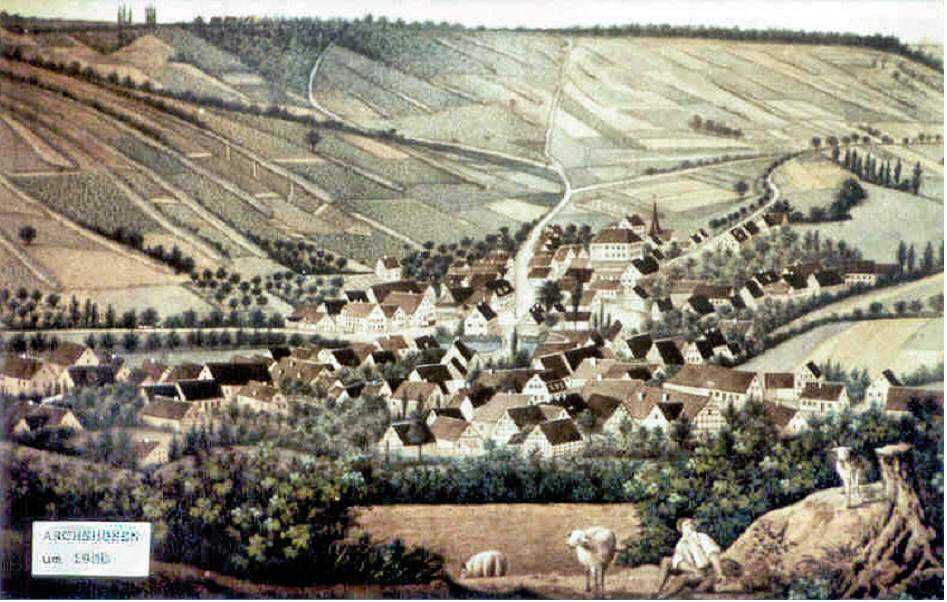
Eine historische Ansicht von Archshofen

Das Rathaus konnte nach dem Umbau 1937 wieder seiner Bestimmung übergeben werden. Es diente bis zur Schulreform 1974 als Volksschule. Heute noch ist es Dorfmittelpunkt und wird unter anderem als Singlokal von den Gesangvereinen genutzt. Der Zweite Weltkrieg hinterließ auch in Archshofen seine Spuren. So wurde die Bogenbrücke, die Archshofen links und rechts der Tauber miteinander verbindet, am 13. April 1945 gesprengt. Die heutige Brücke – in Spannbetonbauweise errichtet – konnte 1952 eingeweiht werden.

Die Einweihung der neuen Tauberbrücke in Archshofen 1952

1946 gab es einen großen Eisgang der Tauber. Die Eisschollen lagen noch bis in das späte Frühjahr hinein rechts und links der Tauber auf den Wiesen.
Der Steinbruch am oberen Beginn des Riegelbach-Taleinschnitts zwischen Finsterlohr und Archshofen konnte 1952 in Betrieb genommen werden. Er war für viele Einheimische eine erste und gute Verdienstquelle. Als Nebenerwerb für die vielen kleinen landwirtschaftlichen Betriebe war er ein willkommener Arbeitsplatz. Der erste Stundenlohn betrug 0,50 DM. Nach der Schließung des Steinbruchs im Jahr 1960 wurde er Bauschuttplatz für Archshofen und die umliegenden Orte. Im Zuge der Flurbereinigung konnte er wieder für die Landwirtschaft nutzbar gemacht werden.
Der Riegelbach verlief früher im offenen Bachbett neben der Straße von Finsterlohr herunter durch den Ortsteil links der Tauber. Um 1960 wurde er im Ortsbereich verdolt; dadurch konnte die Straße in Richtung Finsterlohr aufs Oberland und zu den Feldern dort wesentlich verbessert werden.
Durch die teilweise noch vorhandenen Weinberge wurde 1961/1962 der Ortsverbindungsweg zur Schön neu gebaut. Parallel zur Taubertalstraße, auf halber Höhe, konnte noch eine Zufahrt zu den Weinbergen geschaffen werden. Der sogenannte Sonnenweg führt bis zur bayrischen Landesgrenze und ist heute noch ein von sonnenhungrigen Spaziergängern viel begangener Weg.
Ende der achtziger Jahre wurde der Weg auf bayerischer Seite weitergebaut und führt heute auf der Sommerseite bis nach Rothenburg ob der Tauber. Um 1880 wurden in Archshofen 25,5 Hektar Reben angebaut. heute sind es noch ca. ein halber Hektar, der von den Weinbauern selbst ausgebaut wird.
Links der Tauber führt der 1975 ausgebaute Taubertalradweg durchs Liebliche Taubertal von Rothenburg ob der Tauber bis nach Wertheim.
Die Trinkwasserversorgung war in trockenen Sommern immer sehr knapp. 1968/1969 baute man deshalb zwei neue Hochbehälter und eine Pumpstation mit einem Fassungsvermögen von insgesamt 360 m³. Gleichzeitig wurde eine neue Quelle oberhalb des Ortes gefasst. Damit konnte nachhaltig die Wasserversorgung verbessert werden.
Eine wesentliche Verbesserung für die vielen Pendler nach Creglingen stellte der Ausbau der Romantischen Straße zwischen Archshofen und Creglingen im Jahr 1979 dar.
Bei der Gemeindereform am 1. Februar 1972 vereinigten sich 13 selbständige Gemeinden, darunter auch Archshofen, zur neuen Stadt Creglingen. Die Stadt Creglingen hat heute eine Gesamtfläche von 118 km² und ca. 5000 Einwohner, die auf 34 verschiedene Wohnplätze verteilt sind. Kurz nach dem Krieg wohnten viele Vertriebene in Archshofen, die jedoch in späteren Jahren wieder abwanderten. die gesamte Stadtverwaltung wurde in Creglingen zusammengefasst. Ein Stadtrat und sechs Ortschaftsräte mit Ortsvorsteher vertreten nun die Interessen der Gemeinde Archshofen nach dem Gemeindezusammenschluss.
Der zu klein gewordene Friedhof an der Straße nach Schön wurde 1977 erweitert, wegen seiner Hanglage wurde er in drei Ebenen terrassiert; durch seine Bepflanzung mit vielen Bäumen passt er sich gut in die Landschaft ein.
1983 wurde die Kanalisation mit dem Bau der Pumpstation begonnen. Sie pumpt das gesamte Abwasser nach Creglingen zur Sammelkläranlage. Beim Kanalisieren erneuerte man auch das gesamte Wasserleitungsnetz, die Straßenzüge wurden ebenfalls neu ausgebaut. Den Bürgern wurden dabei sehr hohe finanzielle Opfer abverlangt.
Der Lindenplatz konnte neu gestaltet werden und ist nach der offiziellen Einweihung im Mai 1990 weiterhin Dorfmittelpunkt. Um den Lindenplatz und entlang der Ortsstraßen wurden viele Bäume gepflanzt. Neben der sehr gut gelungenen Dorfsanierung lief ab 1984 auch die zweite Flurbereinigung. Ein Bolzplatz für die Jugend konnte im Rahmen dieser Flurbereinigung unterhalb der Pumpstation angelegt werden. Die Maßnahme schloss man im Herbst 1990 ab.
1992 stand der Umbau des Rathauses an. Es diente auch anschließend wieder den örtlichen Vereinen als Übungs- und Versammlungsraum. Zu Archshofen gehört auch noch die Holdermühle. Sie wurde erstmals 1424 urkundlich erwähnt und ist seit 1844 im Familienbesitz der Familie Endreß. Heute noch ist die Mühle in Betrieb. Die Wirtschaftsgebäude stehen genau auf der Grenze zwischen Bayern und Baden-Württemberg. Kirchlich gehört die Holdermühle zu Finsterlohr.

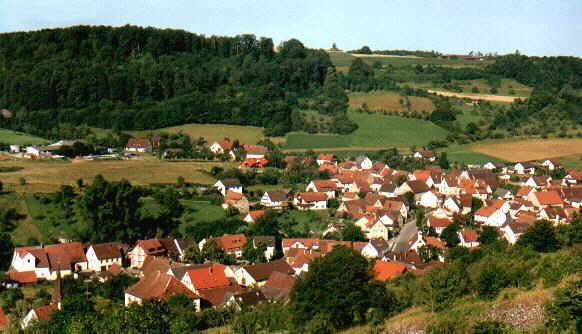
Blick nach Südwesten auf Archshofen vom rechten Taubertalhang

Am 1. Februar 1972 wurde Archshofen in die Stadt Creglingen eingegliedert.
Die Tauber zeigte sich in den Jahren 1970 (am 9. Februar) und 1988 (am 16. März) von ihrer weniger schönen Seite. Bei Hochwasser wurde jedes Mal der Lindenplatz überschwemmt. Auch die Keller der Anlieger standen dabei alle unter Wasser. Im Februar 1990 verursachten die Stürme auch in Archshofen beträchtlichen Schaden. So waren neben Gebäudeschäden ca. 1250 Festmeter Sturmholz im Privatwald und ca. 600 Festmeter Sturmholz im Gemeindewald zu beklagen.
Ortsjubiläum
2007 begeht Archshofen (und zwar aufgrund der gemeinsamen ersturkundlichen Nennung zusammen mit den beiden anderen Creglinger Teilgemeinden Waldmannshofen und Freudenbach) sein 1200-jähriges Ortsjubiläum.

### Einwohnerentwicklung
Die Bevölkerung von Archshofen entwickelte sich wie folgt:
| Jahr | Gesamt |
| ---- | ------ |
| 1961 | 443    |
| 1970 | 428    |
| 2014 | 284    |
| 2016 | 309    |

## Religion

### Christentum
Kirchlich gehörte Archshofen zunächst zu Freudenbach. 1341 wurde die Kapelle St. Ägidien zur Pfarrkirche erhoben. Nach der Reformation gehörte der Ort zur Pfarrei Creglingen, wurde dann aber wieder selbständig. Die heutige Kirche ist eine Chorturmanlage mit gotisch-frühbarockem Schiff. Heute wird die evangelische Kirchengemeinde Archshofen wieder vom evangelischen Pfarramt Freudenbach betreut.
Die Katholiken gehören kirchlich zu Creglingen.

### Jüdische Gemeinde Archshofen
In Archshofen ist eine jüdische Gemeinde ab dem Ende des 17. Jahrhunderts bekannt. Erstmals werden 1696 Juden in Archshofen genannt. Archshofen hatte um 1900 über 100 ortsansässige Juden, die eine eigene jüdische Schule, eine Synagoge und ein rituelles Bad besaßen. 1933 lebten noch 23 jüdische Personen in Archshofen. Die letzten fünf jüdischen Einwohner Archshofens wurden 1941 und 1942 ins KZ Riga-Kaiserwald und KZ Theresienstadt deportiert.
Die Synagoge in Archshofen wurde ab dem Jahre 1952 als Geräteraum der Feuerwehr und als Klassenzimmer für die Unterklasse genutzt. Seit 1985, nach abermaligem Umbau, ist die Synagoge im Besitz des Kleintierzuchtvereins und findet Verwendung als Ausstellungsraum und Vereinslokal. Eine Gedenktafel neben der Eingangstür weist auf die jüdische Vergangenheit hin.

## Kultur und Sehenswürdigkeiten

### Das Archshöfer Schloss
Das Archshofener Schloss wird 1267 erstmals erwähnt, als es in den Besitz des Deutschen Ordens übergeht, der es 1460 wieder verkauft. 1570 wird ein neues Schloss gebaut, das nach einem Brand 1638 von 1690 bis 1704 wieder aufgebaut wird. 1949 wird der Ostflügel wegen Baufälligkeit abgetragen.

### Regelmäßige Veranstaltungen
Eines der größten Feste des Jahres ist am zweiten Wochenende im September die Kirchweih. Von Freitag bis Montag wird dann gefeiert. Außerdem wird jährlich am 30. April auf dem Lindenplatz ein Maibaum aufgestellt.

## Wirtschaft und Infrastruktur

### Tourismus und Gastronomie
Archshofen ist ein beliebter Ort für Ferien auf dem Bauernhof.
Zwei Kilometer tauberaufwärts von Archshofen liegt auf der Grenze zwischen Baden-Württemberg und Bayern die 1424 erstmals erwähnte Holdermühle, heute ein beliebtes Ausflugslokal direkt am Taubertalradweg, der hier an der Tauber entlang vorbeiführt. Zur Besenwirtschaftszeit wird der von den Tauberhängen gelesene Wein ausgeschenkt. Auch in Archshofen gibt es jedes Jahr zwei bis drei Besenwirtschaften, die ca. einen Monat im Jahr geöffnet haben und ihren Wein ausschenken. Archshofen ist ein württembergischer Weinort an der Tauber.

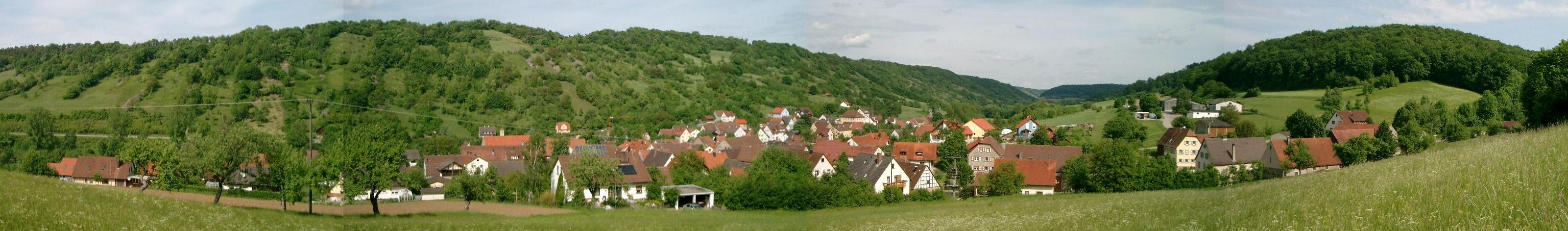
Panorama von Archshofen im Taubertal

### Rad- und Wanderwege
Archshofen liegt am Taubertalradweg, am Panoramaweg Taubertal sowie am etwa 180 km langen Jakobsweg Main-Taubertal.

### Verkehr
Von Archshofen gibt es Straßenverbindungen nach Creglingen, Rothenburg ob der Tauber, zur Schön, nach Schmerbach und Freudenbach. Die Straße, die von Creglingen her durch Archshofen und weiter nach Rothenburg ob der Tauber führt, ist die Romantische Straße.

## Vereine
Es gibt mehrere örtliche Vereine. Neben dem Männergesangverein, dem Frauenchor und dem Posaunenchor gibt es noch eine Freiwillige Feuerwehr, einen Kleintierzuchtverein, einen Landfrauenverein sowie einen Jugendclub.